# دينا برودسكي
دينا برودسكي (بالإنجليزية: Dina Brodsky)‏ هي رسامة أمريكية، ولدت في 1981 في مينسك في روسيا البيضاء.

## وصلات خارجية
- الموقع الرسمي